# الديناميكا الحرارية للثقب الأسود

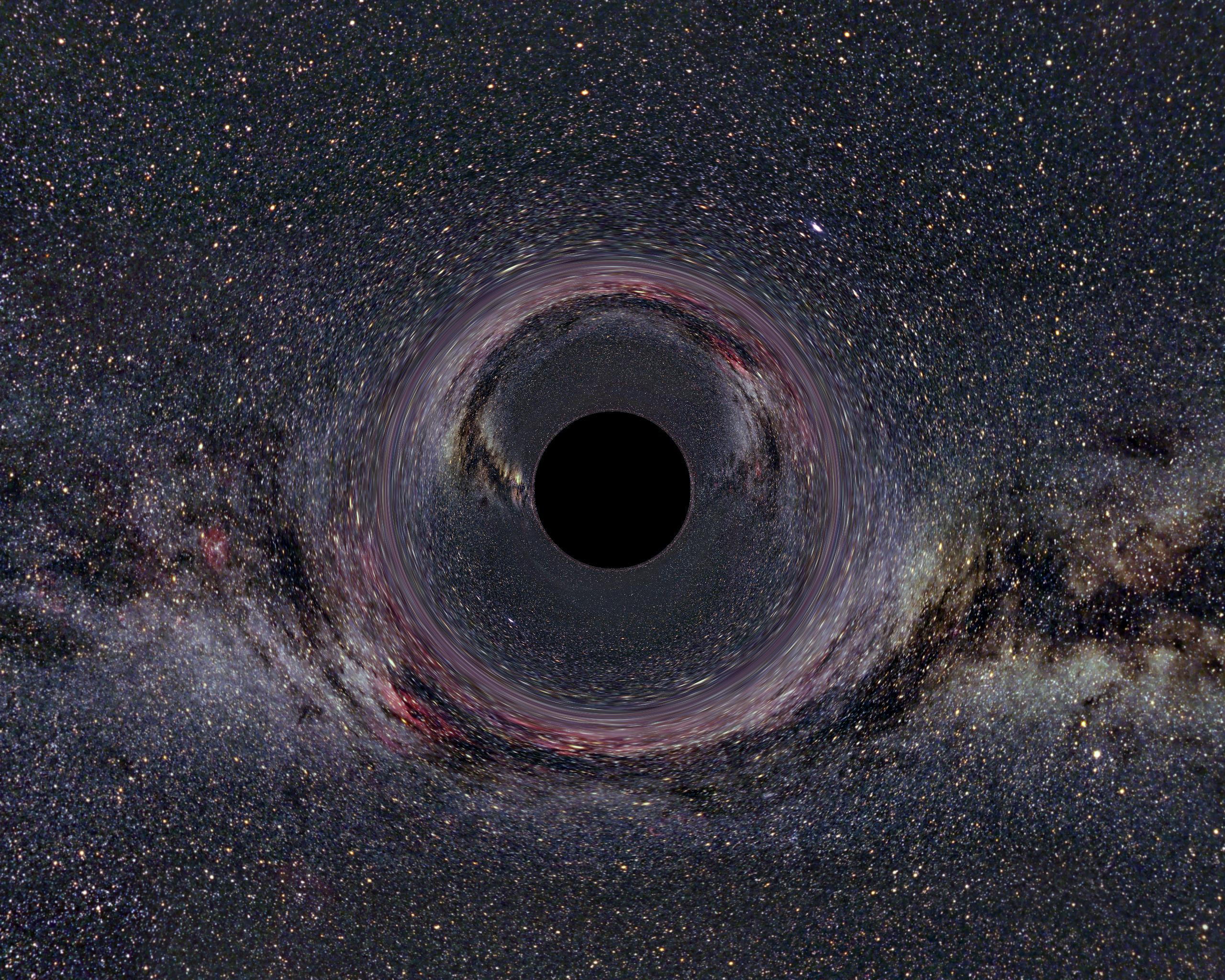
رسم خيالي لثقب أسود تتشوه حوله صور النجوم التي وراءه.

ثقب أسود يمر بين المشاهد ومجرة تقع خلفه، ويرى تشوه ضوء المجرة القادم إلينا (محاكاة تشبيهية)

نشأت الديناميكا الحرارية للثقب الأسود (بالإنجليزية: Black hole thermodynamics )‏ كفرع مستقل في الفيزياء يدرس الخواص الترموديناميكية للثقوب السوداء التي تبين أنها غير سوداء تماما، أي أنها يمكن أن تصدر نوعا من الإشعاع ينتج بشكل رئيس عن بعض الخواص الكمومية مثل مبدأ عدم التأكد (الارتياب) لهيزنبرج كما برهن على ذلك الفيزيائي الشهير ستيفن هوكينج.

## قوانين ميكانيكا الثقوب السوداء
القوانين الأربع الخاصة بالثقوب السوداء تؤكد وجودها، وقوانينها مشابهة لقوانين الديناميكا الحرارية، واكتشفت هذه القوانين عن طريق براندون كارتر، وستيفن هوكينج، وجيمس باردين.

### بيان القوانين
يتم التعبير عن القوانين بوحدات قياس جيومترية - نظام الوحدات الهندسية، أي حسب الضوء والجاذبية.

### القانون الصفري
الأفق له جاذبية سطحية لثقب أسود ثابت.

### القانون الأول
النسبة للاضطرابات الناجمة عن الثقوب السوداء الثابتة، يرتبط تغيير الطاقة بتغير المنطقة والزخم الزاوي والشحنة الكهربائية حسب المعادلة الآتية:
{\displaystyle dE={\frac {\kappa }{8\pi }}\,dA+\Omega \,dJ+\Phi \,dQ,}
حيث {\displaystyle E} هي الطاقة، {\displaystyle \displaystyle \kappa } جاذبية السطح، {\displaystyle A} مساحة الأفق، {\displaystyle \Omega } سرعة الزاوي، {\displaystyle J} زخم الزاوي، {\displaystyle \Phi } استقرارية الشحنة الكهربائية، {\displaystyle Q} كمية الشحنة الكهربائية.

### القانون الثاني
منطقة الأفق تفرض شرط الطاقة الضعيفة مما يجعل مرور الوقت عليها غير متناقص بحسب القانون الآتي: 
{\displaystyle {\frac {dA}{dt}}\geq 0.}
تم التخلي عن هذا القانون بعد اكتشاف هوكينج لأشعاعات الثقب الأسود التي تجعل كتلة الثقب الأسود ومساحة الأفق تتغلب على الوقت ما يجعله يمر ببطيء شديد.

### القانون الثالث
ليس من الممكن تشكيل ثقب أسود مع جاذبية سطحية في حالة تلاشي، ذلك أن الحالة {\displaystyle \kappa =0} غير ممكنة.

## مناقشة القوانين

### القانون الصفري
يشبه القانون الصفري للديناميكا الحرارية، والذي ينص على أن درجة الحرارة ثابتة في جميع أنحاء الجسم في حالة التوازن الحراري، ويقترح أن الجاذبية السطحية مماثلة لدرجة الحرارة. حيث الثابت T للتوازن الحراري لنظام عادي مماثل للثابت {\displaystyle \kappa } فوق أفق الثقب الأسود الثابت.

### القانون الأول
على الجانب الأيسر، {\displaystyle \operatorname {d} \!E}، هو التغيير في الطاقة (متناسب مع الكتلة). على الرغم من أن المصطلح الأول على اليمين لا يحتوي على تفسير فعلي واضح على الفور، فإن المصطلحين الثاني والثالث على الجانب الأيمن يمثلان تغيرات في الطاقة بسبب الدوران والكهرومغناطيسية. وعلى نحو مماثل، فإن القانون الأول للديناميكا الحرارية هو عبارة عن بيان للحفاظ على الطاقة، والذي في حالة نظام مغلق يحتوي على جانبه الأيمن مصطلح {\displaystyle T\operatorname {d} \!S} كما يلي: {\displaystyle \operatorname {d} \!U=T\operatorname {d} \!S-P\operatorname {d} \!V}

### القانون الثاني
القانون الثاني هو بيان نظرية منطقة هوكينج، وعلى نحو مماثل، ينص القانون الثاني للديناميكا الحرارية على أن التغير في الإنتروبيا في نظام منعزل سيكون أكبر من أو يساوي الصفر في العملية العفوية، مما يوحي بوجود صلة بين الإنتروبيا ومساحة أفق الثقب الأسود، ورغم هذا، فإن هذا الإصدار ينتهك القانون الثاني للديناميكا الحرارية من خلال المادة المفقودة (الإنتروبيا) عند وقوعها، مما يعطي تناقصًا في الإنتروبيا، ومع ذلك، فإن تعميم القانون الثاني على أنه مجموع إنتروبيا الثقب الأسود والانتروبيا الخارجية، يُظهر أن القانون الثاني للديناميكا الحرارية لا ينتهك في نظام يشمل الكون وراء أفق الثقب الأسود.

### القانون الثالث
الثقوب السوداء التي لها جاذبية سطحية متلاشية. يفيد أن {\displaystyle \kappa } لا يمكن أن يذهب إلى الصفر وهذا مماثل مماثل للقانون الثالث للديناميكا الحرارية، والذي ينص على أن الإنتروبيا في النظام عند الصفر المطلق ثابتة. هذا لأن النظام عند درجة حرارة الصفر موجود في حالته النهائية، وعلاوة على ذلك، سوف تصل {\displaystyle \Delta S} إلى الصفر عند درجة حرارة الصفر، بل S نفسها ستصل إلى الصفر، على الأقل بالنسبة للمواد البلورية المثالية لا يُعرف أي انتهاكات تم التحقق منها تجريبًا لقوانين الديناميكا الحرارية.

## تفسير القوانين
تقترح القوانين الأربعة أن على المرء أن يحدد الجاذبية السطحية لثقب أسود مع درجة الحرارة ومساحة أفق الحدث مع الإنتروبيا، وعلى الأقل ووصولا حتى بعض الثوابت المضاعفة.
عندما تؤخذ تأثيرات ميكانيكا الكم بعين الاعتبار، يجد المرء أن الثقوب السوداء تنبعث منها إشعاع حراري (إشعاع هوكينج) عند درجة حرارة مساوية لما يلي:
{\displaystyle T_{\text{H}}={\frac {\kappa }{2\pi }}.}
ومن القانون الأول لميكانيكا الثقب الأسود، يحدد هذا الثابت المضاعف لإنتروبيا بيكنشتاين-هوكينج.
{\displaystyle S_{\text{BH}}={\frac {A}{4}}.}